# Lausanne Billard Masters 2022
Das Lausanne Billard Masters 2022 ist ein Dreiband-Billardturnier, eine Disziplin im Karambolage-Billard. Es findet zum neunten Mal statt und wird vom 18. bis zum 20. November 2022 im Casino de Montbenon in Lausanne, Schweiz ausgetragen.
Der südkoreanische Sender Five&Six übertrug live im Internet alle Spiele des Turniers.

## Beschreibung

### Allgemeines
Es handelt sich um ein Einladungsturnier, das 2011 durch den Karambolage-Weltverband UMB genehmigt wurde. 2022 wird das Turnier als Lausanne Billard Masters Teams U25 ausgetragen. Die vier Kontinentalverbände schicken jeweils zwei Juniorenspieler unter 25 Jahren zu diesem Turnier. Gespielt wird im Round-Robin-Modus eine Vorrunde bei der Spieler 1 vom Verband 1 gegen Spieler 1 vom Verband 2 bis 15 Punkte spielen. Danach spielen die Spieler 2 weiter bis ein Verband 30 Punkte erreicht hat. Es gibt danach eine 15-minütige Pause. Weiter geht es im Scotch-Double-System bis ein Verband 50 Punkte erreicht hat. Alle Verbände spielen gegeneinander. Danach spielen Tabellenplatz 3 und 4 den Dritten Platz und Tabellenplatz 1 und 2 den Sieger aus.

## Teilnehmer
2022 wird mit 12 Teilnehmern unter 25 Jahren aus fünf Nationen gespielt.
| Verband | Spieler                   | Nation     | Geburtstag |
| ------- | ------------------------- | ---------- | ---------- |
| ACBC    | 1. CHO Myung-woo          | Südkorea   | 18.03.1998 |
| ACBC    | 2. SON JUN Hyuk           | Südkorea   | 26.04.2004 |
| AMECC   | 1. AYMAN Mahmoud          | Ägypten    | 15.03.1999 |
| AMECC   | 2. GERGES Kyrollos        | Ägypten    | 28.09.2000 |
| CEB     | 1. KILIC Muhemmed Mustafa | Türkei     | 08.11.1999 |
| CEB     | 2. KOGELBAUER Nikolaus    | Österreich | 06.01.2002 |
| CPB     | 1. HENAO Cristian         | Kolumbien  | 06.07.2003 |
| CPB     | 2. GALVIS Camilo          | Kolumbien  | 20.07.2001 |

## Preisgeld
Es wird von der UMB ein Preisgeld verteilt und eine Reisekostenerstattung bezahlt.
| Platz       | Preisgeld |
| ----------- | --------- |
| Sieger      | 6.000 €   |
| Finalist    | 4.000 €   |
| 3. Platz    | 2.000 €   |
| 4. Platz    | 1.000 €   |
| Reisekosten |           |
| ACBC        | 2.000 €   |
| AMECC       | 2.000 €   |
| CEB         | 1.000 €   |
| CPB         | 2.000 €   |

## Ergebnisse

### Gruppenphase
| Platz | Verband | MP  | Pkte | Aufn. | MGD   | BEMD  | HS |
| ----- | ------- | --- | ---- | ----- | ----- | ----- | -- |
| 1     | ACBC    | 6:0 | 150  | 110   | 1,363 | 1,562 | 7  |
| 2     | CEB     | 4:2 | 142  | 173   | 0,820 | 0,819 | 7  |
| 3     | CPB     | 2:4 | 112  | 147   | 0,761 | 0,909 | 6  |
| 4     | AMECC   | 0:6 | 129  | 168   | 0,767 | –     | 6  |

| Datum                    | Verband 1 | MGD   | Pkte | MGD   | Verband 2 |
| ------------------------ | --------- | ----- | ---- | ----- | --------- |
| 18. November 2022 12:00h | ACBC      | 1,563 | 2:0  | 0,531 | CPB       |
| 18. November 2022 15:30h | AMECC     | 0,635 | 0:2  | 0,666 | CEB       |
| 18. November 2022 19:00h | CPB       | 0,909 | 2:0  | 0,870 | AMECC     |
| 19. November 2022 10:00h | ACBC      | 1,351 | 2:0  | 1,135 | CEB       |
| 19. November 2022 13:30h | ACBC      | 1,219 | 2:0  | 0,875 | AMECC     |
| 19. November 2022 17:00h | CEB       | 0,820 | 2:0  | 0,750 | CPB       |

### Endspiele
| Datum                    | Verband 1 | MGD   | Pkte | MGD   | Verband 2 |
| ------------------------ | --------- | ----- | ---- | ----- | --------- |
| 20. November 2022 10:00h | CPB       | 0,607 | 0:2  | 0,877 | AMECC     |

| Datum                    | Verband 1 | MGD   | Pkte | MGD   | Verband 2 |
| ------------------------ | --------- | ----- | ---- | ----- | --------- |
| 20. November 2022 14:00h | ACBC      | 1,315 | 2:0  | 0,918 | CEB       |

### Abschlusstabelle
| Platz | Verband | MP  | Pkte | Aufn. | MGD   | BEMD  | HS |
| ----- | ------- | --- | ---- | ----- | ----- | ----- | -- |
| 1     | ACBC    | 8:0 | 200  | 148   | 1,351 | 1,562 | 7  |
| 2     | CEB     | 4:4 | 176  | 210   | 0,838 | 0,819 | 7  |
| 3     | AMECC   | 2:6 | 179  | 225   | 0,795 | 0,877 | 6  |
| 4     | CPB     | 2:6 | 146  | 203   | 0,719 | 0,909 | 7  |